# 그랜드 부다페스트 호텔의 수상 및 후보 목록

웨스 앤더슨은 영화의 각본과 연출에 대해 찬사를 받으며 여러 시상식에서 수상과 후보로 지명되었다.

다음은 2014년 공개된 코미디 드라마 《그랜드 부다페스트 호텔》의 수상 및 후보 목록이다. 웨스 앤더슨이 감독하고, 앤더슨은 슈테판 츠바이크의 책에서 영감을 얻어 휴고 기네스와 공동으로 각본을 썼다. 앙상블 캐스트이 특징으로, 레이프 파인스가 연기하는 콩시에르주 구스타브가 살인 누명을 쓴 후 자신의 결백을 증명하기 위해 벌어지는 과정을 그리고 있다.
영화는 국제적인 공동 제작으로, 그랜드 부다페스트 호텔은 베를린 국제 영화제 개막작으로 초연 되어 은곰상 심사위원대상을 수상하였다. 2014년 3월 7일 폭스 서치라이트 픽처스 배급으로 2014년 3월 7일 극장 개봉되었고, 2,500만 달러의 예산으로 전 세계적으로 1억 7,400만 달러의 수익을 올렸다. 영화는 그 해 연말 Top 10 목록에 포함되었고, 많은 영화 평론가들의 찬사를 받았다. 영화 리뷰 웹사이트의 로튼 토마토는, 이 영화에 대한 274개의 리뷰를 조사한 결과 92%가 긍정적인 평가를 얻은 것으로 나타났다.
이 영화는 제87회 미국 아카데미상에서 최우수 작품상, 감독상을 포함한 9개 부문에 후보 지명되었고, 이는 《버드맨》과 타이 기록이다. 또한 최우수 의상상, 최우수 분장상, 최우수 미술상과 최우수 음악상을 수상하였다. 제68회 영국 아카데미상(BAFTA)에서는 파인스의 최우수 남우주연상을 포함한 11개 부문에 후보 지명되었다. 오스카상과 마찬가지로 각본상을 제외한 같은 분류의 상을 휩쓸었다. 제72회 골든 글로브상에서 영화 뮤지컬·코미디 부문 최우수 작품상 수상을 포함한 3개 부문에 후보 지명되었고, 제21회 미국 배우 조합상에서 영화부문 최우수 앙상블 연기상에 후보 지명되었다. 알렉상드르 데스플라는 그래미상에서 효과 미디어부문 최우수 음악 사운드트랙상을 수상하였다.

## 수상 및 후보
| 상                                                              | 부문                                      | 수상자 | 결과 | 출처.         |
| --------------------------------------------------------------- | ----------------------------------------- | --- | ---- | ------------- |
| 호주 AACTA 어워드(오스트레일리아 영화 텔레비전 예술 아카데미상) | 최우수 해외 영화상                        | 그랜드 부다페스트 호텔 | 후보 | [ 12 ]        |
| 호주 AACTA 어워드(오스트레일리아 영화 텔레비전 예술 아카데미상) | 최우수 해외 감독상                        | 웨스 앤더슨 | 후보 | [ 12 ]        |
| 호주 AACTA 어워드(오스트레일리아 영화 텔레비전 예술 아카데미상) | 최우수 해외 각본상                        | 웨스 앤더슨 | 후보 | [ 12 ]        |
| 미국 아카데미상                                                 | 최우수 작품상                             | 웨스 앤더슨, 스콧 루딘, 스티븐 레일스, 제러미 도슨 | 후보 | [ 7 ]         |
| 미국 아카데미상                                                 | 최우수 감독상                             | 웨스 앤더슨 | 후보 | [ 7 ]         |
| 미국 아카데미상                                                 | 최우수 각본상                             | 웨스 앤더슨, 휴고 기네스 | 후보 | [ 7 ]         |
| 미국 아카데미상                                                 | 최우수 음악상                             | 알렉상드르 데스플라 | 수상 | [ 7 ]         |
| 미국 아카데미상                                                 | 최우수 감독상                             | 로버트 요먼 | 후보 | [ 7 ]         |
| 미국 아카데미상                                                 | 최우수 편집상                             | 바니 필링 | 후보 | [ 7 ]         |
| 미국 아카데미상                                                 | 최우수 미술상                             | 애덤 스톡하우젠, 애나 피녹 | 수상 | [ 7 ]         |
| 미국 아카데미상                                                 | 최우수 의상상                             | 밀레나 카노네로 | 수상 | [ 7 ]         |
| 미국 아카데미상                                                 | 최우수 분장상                             | 프랜시스 한노, 마크 콜리어 | 수상 | [ 7 ]         |
| 얼라이언스 오브 우먼 필름 저널리스트(여성 영화기자협회상)       | 최우수 작품상                             | 그랜드 부다페스트 호텔 | 후보 | [ 13 ] [ 14 ] |
| 얼라이언스 오브 우먼 필름 저널리스트(여성 영화기자협회상)       | 최우수 감독상                             | 웨스 앤더슨 | 후보 | [ 13 ] [ 14 ] |
| 얼라이언스 오브 우먼 필름 저널리스트(여성 영화기자협회상)       | 최우수 각본상                             | 웨스 앤더슨 | 후보 | [ 13 ] [ 14 ] |
| 얼라이언스 오브 우먼 필름 저널리스트(여성 영화기자협회상)       | 최우수 음악상                             | 알렉상드르 데스플라 | 후보 | [ 13 ] [ 14 ] |
| 얼라이언스 오브 우먼 필름 저널리스트(여성 영화기자협회상)       | 최우수 앙상블 캐스트상                    | 그랜드 부다페스트 호텔 (버드맨과 공동 수상) | 수상 | [ 13 ] [ 14 ] |
| ACE 에디 어워드                                                 | 코미디 뮤지컬 부문 장편 영화상            | 바니 필링 | 수상 | [ 15 ]        |
| 미국 촬영자 협회(ASC 어워드)                                    | 극장 장편 영화                            | 로버트 요먼 | 후보 | [ 16 ]        |
| 미술감독협회상                                                  | 시대 영화 미술 부문 뛰어난 작품상         | 애덤 스톡하우젠 | 수상 | [ 17 ]        |
| 오스틴 영화 비평가 협회                                         | Top 10 영화상                             | 그랜드 부다페스트 호텔 | 3위  | [ 18 ]        |
| 벨기에 영화 비평가 협회                                         | 그랑프리                                  | 그랜드 부다페스트 호텔 | 후보 | [ 19 ]        |
| 베를린 국제 영화제                                              | 은곰상 심사위원대상                       | 웨스 앤더슨 | 수상 | [ 20 ]        |
| 영국 아카데미 영화상(BAFTA)                                     | 최우수 작품상                             | 그랜드 부다페스트 호텔 | 후보 | [ 8 ]         |
| 영국 아카데미 영화상(BAFTA)                                     | 최우수 감독상                             | 웨스 앤더슨 | 후보 | [ 8 ]         |
| 영국 아카데미 영화상(BAFTA)                                     | 최우수 각본상                             | 웨스 앤더슨 | 수상 | [ 8 ]         |
| 영국 아카데미 영화상(BAFTA)                                     | 최우수 남우주연상                         | 레이프 파인스 | 후보 | [ 8 ]         |
| 영국 아카데미 영화상(BAFTA)                                     | 최우수 음악상                             | 알렉상드르 데스플라 | 수상 | [ 8 ]         |
| 영국 아카데미 영화상(BAFTA)                                     | 최우수 촬영상                             | 로버트 요먼 | 후보 | [ 8 ]         |
| 영국 아카데미 영화상(BAFTA)                                     | 최우수 편집상                             | 바니 필링 | 후보 | [ 8 ]         |
| 영국 아카데미 영화상(BAFTA)                                     | 최우수 미술상                             | 애덤 스톡하우젠, 애나 피녹 | 수상 | [ 8 ]         |
| 영국 아카데미 영화상(BAFTA)                                     | 최우수 의상상                             | 밀레나 카노네로 | 수상 | [ 8 ]         |
| 영국 아카데미 영화상(BAFTA)                                     | 최우수 분장상                             | 프랜시스 한노, 마크 콜리어 | 수상 | [ 8 ]         |
| 영국 아카데미 영화상(BAFTA)                                     | 최우수 음향효과상                         | 웨인 레메르, 크리스토퍼 스카라보시오, 파월 도크작 | 후보 | [ 8 ]         |
| 미국 캐스팅 협회상                                              | 코미디 독립 영화 스튜디오상               | 더글러스 아이벨, 지나 제이, 헨리 러셀 베르그스테인 | 수상 | [ 21 ] [ 22 ] |
| 세자르상                                                        | 최우수 해외 영화상                        | 그랜드 부다페스트 호텔 | 후보 | [ 23 ]        |
| 시카고 영화 비평가 협회                                         | 최우수 작품상                             | 그랜드 부다페스트 호텔 | 후보 | [ 24 ]        |
| 시카고 영화 비평가 협회                                         | 최우수 감독상                             | 웨스 앤더슨 | 후보 | [ 24 ]        |
| 시카고 영화 비평가 협회                                         | 최우수 각본상                             | 웨스 앤더슨 | 수상 | [ 24 ]        |
| 시카고 영화 비평가 협회                                         | 최우수 미술/프로덕션 디자인상             | 애덤 스톡하우젠, 애나 피녹 | 수상 | [ 24 ]        |
| 시카고 영화 비평가 협회                                         | 최우수 촬영상                             | 로버트 요먼 | 수상 | [ 24 ]        |
| 시카고 영화 비평가 협회                                         | 최우수 편집상                             | 바니 필링 | 후보 | [ 24 ]        |
| 시카고 영화 비평가 협회                                         | 최우수 음악상                             | 알렉상드르 데스플라 | 후보 | [ 24 ]        |
| 시카고 영화 비평가 협회                                         | 가장 유망한 연기상                        | 토니 레볼로리 | 후보 | [ 24 ]        |
| 의상 디자이너 조합상                                            | 시대 영화 부문 뛰어난 의상상              | 밀레나 카노네로 | 수상 | [ 25 ]        |
| 크리틱스 초이스 영화상(미국 방송 영화 비평가 협회상)            | 최우수 작품상                             | 그랜드 부다페스트 호텔 | 후보 | [ 26 ]        |
| 크리틱스 초이스 영화상(미국 방송 영화 비평가 협회상)            | 최우수 감독상                             | 웨스 앤더슨 | 후보 | [ 26 ]        |
| 크리틱스 초이스 영화상(미국 방송 영화 비평가 협회상)            | 최우수 남우주연상                         | 레이프 파인스 | 후보 | [ 26 ]        |
| 크리틱스 초이스 영화상(미국 방송 영화 비평가 협회상)            | 최우수 아역 연기상                        | 토니 리볼로리 | 후보 | [ 26 ]        |
| 크리틱스 초이스 영화상(미국 방송 영화 비평가 협회상)            | 최우수 연기 앙상블상                      | 그랜드 부다페스트 호텔 (모든 배우들) | 후보 | [ 26 ]        |
| 크리틱스 초이스 영화상(미국 방송 영화 비평가 협회상)            | 최우수 각본상                             | 웨스 앤더슨, 휴고 기네스 | 후보 | [ 26 ]        |
| 크리틱스 초이스 영화상(미국 방송 영화 비평가 협회상)            | 최우수 촬영상                             | 로버트 요먼 | 후보 | [ 26 ]        |
| 크리틱스 초이스 영화상(미국 방송 영화 비평가 협회상)            | 최우수 미술상                             | 애덤 스톡하우젠, 애나 피녹 | 수상 | [ 26 ]        |
| 크리틱스 초이스 영화상(미국 방송 영화 비평가 협회상)            | 최우수 의상상                             | 밀레나 카노네로 | 수상 | [ 26 ]        |
| 크리틱스 초이스 영화상(미국 방송 영화 비평가 협회상)            | 최우수 코미디 영화상                      | 그랜드 부다페스트 호텔 | 수상 | [ 26 ]        |
| 크리틱스 초이스 영화상(미국 방송 영화 비평가 협회상)            | 최우수 코미디 남자배우상                  | 레이프 파인스 | 후보 | [ 26 ]        |
| 댈러스-포트워스 영화 비평가 협회                                | Top 10 영화상                             | 그랜드 부다페스트 호텔 | 5위  | [ 27 ]        |
| 댈러스-포트워스 영화 비평가 협회                                | 최우수 감독상                             | 웨스 앤더슨 | 후보 | [ 27 ]        |
| 데이비드 디 도나텔로 어워드                                     | 최우수 외국인 영화상                      | 웨스 앤더슨 | 수상 | [ 28 ]        |
| 디트로이트 영화 비평가 협회                                     | 최우수 작품상                             | 그랜드 부다페스트 호텔 | 후보 | [ 29 ]        |
| 디트로이트 영화 비평가 협회                                     | 최우수 감독상                             | 웨스 앤더슨 | 후보 | [ 29 ]        |
| 디트로이트 영화 비평가 협회                                     | 최우수 앙상블상                           | 그랜드 부다페스트 호텔 | 수상 | [ 29 ]        |
| 디트로이트 영화 비평가 협회                                     | 최우수 각본상                             | 웨스 앤더슨 | 후보 | [ 29 ]        |
| 미국 감독 조합상                                                | 장편 영화부문 최우수 감독상               | 웨스 앤더슨 | 후보 | [ 30 ]        |
| 더블린 영화 비평가 협회                                         | Top 10 영화상                             | 그랜드 부다페스트 호텔 | 6위  | [ 31 ]        |
| 더블린 영화 비평가 협회                                         | 최우수 감독상                             | 웨스 앤더슨 | 후보 | [ 31 ]        |
| 더블린 영화 비평가 협회                                         | 최우수 남우주연상                         | 레이프 파인스 | 후보 | [ 31 ]        |
| 엠파이어상                                                      | 최우수 코미디 영화상                      | 그랜드 부다페스트 호텔 | 후보 | [ 32 ]        |
| 플로리다 영화 비평가 협회                                       | 최우수 작품상                             | 그랜드 부다페스트 호텔 | 후보 | [ 33 ]        |
| 플로리다 영화 비평가 협회                                       | 최우수 앙상블상                           | 그랜드 부다페스트 호텔 | 수상 | [ 33 ]        |
| 플로리다 영화 비평가 협회                                       | 최우수 감독상                             | 웨스 앤더슨 | 후보 | [ 33 ]        |
| 플로리다 영화 비평가 협회                                       | 최우수 각본상                             | 웨스 앤더슨, 휴고 기네스 | 수상 | [ 33 ]        |
| 플로리다 영화 비평가 협회                                       | 최우수 촬영상                             | 로버트 요먼 | 후보 | [ 33 ]        |
| 플로리다 영화 비평가 협회                                       | 최우수 미술/프로덕션 디자인상             | 애덤 스톡하우젠, 애나 피녹 | 수상 | [ 33 ]        |
| 골든 글로브상                                                   | 영화 뮤지컬/코미디 부문 최우수 작품상     | 그랜드 부다페스트 호텔 | 수상 | [ 9 ]         |
| 골든 글로브상                                                   | 최우수 감독상                             | 웨스 앤더슨 | 후보 | [ 9 ]         |
| 골든 글로브상                                                   | 영화 뮤지컬/코미디 부문 최우수 남우주연상 | 레이프 파인스 | 후보 | [ 9 ]         |
| 골든 글로브상                                                   | 최우수 각본상                             | 웨스 앤더슨 | 후보 | [ 9 ]         |
| 골든 트레일러 어워드                                            | TV 스팟 - 최우수 그래픽상                 | "30TV Dynamite" | 수상 | [ 34 ]        |
| 휴스턴 영화 비평가 협회                                         | 최우수 작품상                             | 그랜드 부다페스트 호텔 | 후보 | [ 35 ] [ 36 ] |
| 휴스턴 영화 비평가 협회                                         | 최우수 감독상                             | 웨스 앤더슨 | 후보 | [ 35 ] [ 36 ] |
| 휴스턴 영화 비평가 협회                                         | 최우수 각본상                             | 웨스 앤더슨, 휴고 기네스 | 후보 | [ 35 ] [ 36 ] |
| 휴스턴 영화 비평가 협회                                         | 최우수 촬영상                             | 로버트 요먼 | 후보 | [ 35 ] [ 36 ] |
| 휴스턴 영화 비평가 협회                                         | 최우수 음악상                             | 알렉상드르 데스플라 | 수상 | [ 35 ] [ 36 ] |
| 휴스턴 영화 비평가 협회                                         | 최우수 포스터 디자인상                    | 애니 앳킨스 | 수상 | [ 35 ] [ 36 ] |
| 나스트로 다르젠토(이탈리아 영화기자 평론가협회)                 | 최우수 의상 디자인상                      | 밀레나 카노네로 | 수상 | [ 37 ]        |
| 그래미상                                                        | 효과 미디어부문 최우수 음악 사운드트랙상  | 알렉상드르 데스플라 | 수상 | [ 11 ]        |
| 고섬상                                                          | 최우수 영화상                             | 그랜드 부다페스트 호텔 | 후보 | [ 38 ]        |
| 고섬상                                                          | 관객상                                    | 그랜드 부다페스트 호텔 | 후보 | [ 38 ]        |
| 인터내셔널 음악 비평가 협회상                                   | 올해의 영화 음악상                        | 알렉상드르 데스플라 | 후보 | [ 39 ]        |
| 인터내셔널 음악 비평가 협회상                                   | 코미디 부문 음악상                        | 알렉상드르 데스플라 | 수상 | [ 39 ]        |
| 인터내셔널 온라인 영화 크리틱스 폴 어워드                       | 최우수 작품상                             | 그랜드 부다페스트 호텔 | 후보 | [ 40 ]        |
| 인터내셔널 온라인 영화 크리틱스 폴 어워드                       | Top 10 영화상                             | 그랜드 부다페스트 호텔 | 수상 | [ 40 ]        |
| 인터내셔널 온라인 영화 크리틱스 폴 어워드                       | 최우수 감독상                             | 웨스 앤더슨 | 후보 | [ 40 ]        |
| 인터내셔널 온라인 영화 크리틱스 폴 어워드                       | 최우수 남우주연상                         | 레이프 파인스 | 후보 | [ 40 ]        |
| 인터내셔널 온라인 영화 크리틱스 폴 어워드                       | 최우수 앙상블 캐스트상                    | 그랜드 부다페스트 호텔 | 수상 | [ 40 ]        |
| 인터내셔널 온라인 영화 크리틱스 폴 어워드                       | 최우수 각본상                             | 웨스 앤더슨, 휴고 기네스 | 후보 | [ 40 ]        |
| 인터내셔널 온라인 영화 크리틱스 폴 어워드                       | 최우수 미술상                             | 애덤 스톡하우젠, 애나 피녹 | 수상 | [ 40 ]        |
| 인터내셔널 온라인 영화 크리틱스 폴 어워드                       | 최우수 음악상                             | 알렉상드르 데스플라 | 수상 | [ 40 ]        |
| 촬영지 매니저 조합상                                            | 시대 영화 부문 최우수 촬영지상            | 클라우드 데럴만 | 수상 | [ 41 ]        |
| 런던 영화 비평가 협회                                           | 올해의 영화상                             | 그랜드 부다페스트 호텔 | 후보 | [ 42 ] [ 43 ] |
| 런던 영화 비평가 협회                                           | 올해의 감독상                             | 웨스 앤더슨 | 후보 | [ 42 ] [ 43 ] |
| 런던 영화 비평가 협회                                           | 올해의 영국 아역 연기상                   | 시얼샤 로넌 | 후보 | [ 42 ] [ 43 ] |
| 런던 영화 비평가 협회                                           | 올해의 각본상                             | 웨스 앤더슨 | 수상 | [ 42 ] [ 43 ] |
| 런던 영화 비평가 협회                                           | 기술 업적상                               | 애덤 스톡하우젠 (프로덕션 디자이너) | 후보 | [ 42 ] [ 43 ] |
| 로스앤젤레스 영화 비평가 협회                                   | 최우수 작품상                             | 그랜드 부다페스트 호텔 | 2위  | [ 44 ]        |
| 로스앤젤레스 영화 비평가 협회                                   | 최우수 감독상                             | 웨스 앤더슨 | 2위  | [ 44 ]        |
| 로스앤젤레스 영화 비평가 협회                                   | 최우수 각본상                             | 웨스 앤더슨 | 수상 | [ 44 ]        |
| 로스앤젤레스 영화 비평가 협회                                   | 최우수 미술상                             | 애덤 스톡하우젠 | 수상 | [ 44 ]        |
| 로스앤젤레스 영화 비평가 협회                                   | 최우수 편집상                             | 바니 필링 | 2위  | [ 44 ]        |
| 영화 음향 편집(MPSE 골든 릴 어워드)                             | 장편 영어부문 – 다이얼로그/ADR 부문       | 웨인 레메르, 크리스토퍼 스카라보시오 | 후보 | [ 45 ]        |
| 내셔널 보드 오브 리뷰(전미 비평가 위원회)                       | 최우수 남우주연상                         | 레이프 파인스 | 2위  | [ 46 ]        |
| 내셔널 보드 오브 리뷰(전미 비평가 위원회)                       | 최우수 각본상                             | 웨스 앤더슨 | 수상 | [ 46 ]        |
| 뉴욕 영화 비평가 협회상                                         | 최우수 각본상                             | 웨스 앤더슨 | 수상 | [ 47 ]        |
| 온라인 영화 비평가 협회                                         | 최우수 작품상                             | 그랜드 부다페스트 호텔 | 수상 | [ 48 ] [ 49 ] |
| 온라인 영화 비평가 협회                                         | 최우수 남우주연상                         | 레이프 파인스 | 후보 | [ 48 ] [ 49 ] |
| 온라인 영화 비평가 협회                                         | 최우수 감독상                             | 웨스 앤더슨 | 후보 | [ 48 ] [ 49 ] |
| 온라인 영화 비평가 협회                                         | 최우수 각본상                             | 웨스 앤더슨 | 수상 | [ 48 ] [ 49 ] |
| 온라인 영화 비평가 협회                                         | 최우수 편집상                             | 바니 필링 | 후보 | [ 48 ] [ 49 ] |
| 온라인 영화 비평가 협회                                         | 최우수 촬영상                             | 로버트 요먼 | 수상 | [ 48 ] [ 49 ] |
| 미국 제작자 조합상                                              | 최우수 극장 영화상                        | 웨스 앤더슨, 스콧 루딘, 스티븐 레일스, 제러미 도슨 | 후보 | [ 50 ]        |
| 샌디에이고 영화 비평가 협회                                     | 최우수 작품상                             | 그랜드 부다페스트 호텔 | 후보 | [ 51 ]        |
| 샌디에이고 영화 비평가 협회                                     | 최우수 감독상                             | 웨스 앤더슨 | 후보 | [ 51 ]        |
| 샌디에이고 영화 비평가 협회                                     | 최우수 남우주연상                         | 레이프 파인스 | 후보 | [ 51 ]        |
| 샌디에이고 영화 비평가 협회                                     | 최우수 각본상                             | 웨스 앤더슨 | 후보 | [ 51 ]        |
| 샌디에이고 영화 비평가 협회                                     | 최우수 편집상                             | 바니 필링 | 후보 | [ 51 ]        |
| 샌디에이고 영화 비평가 협회                                     | 최우수 미술상                             | 애덤 스톡하우젠, 애나 피녹 | 수상 | [ 51 ]        |
| 샌디에이고 영화 비평가 협회                                     | 최우수 음악상                             | 알렉상드르 데스플라 | 후보 | [ 51 ]        |
| 샌디에이고 영화 비평가 협회                                     | 최우수 앙상블상                           | 그랜드 부다페스트 호텔 | 후보 | [ 51 ]        |
| 샌프란시스코 영화 비평가 협회                                   | 최우수 감독상                             | 웨스 앤더슨 | 후보 | [ 52 ] [ 53 ] |
| 샌프란시스코 영화 비평가 협회                                   | 최우수 각본상                             | 웨스 앤더슨, 휴고 기네스 | 후보 | [ 52 ] [ 53 ] |
| 샌프란시스코 영화 비평가 협회                                   | 최우수 촬영상                             | 로버트 요먼 | 후보 | [ 52 ] [ 53 ] |
| 샌프란시스코 영화 비평가 협회                                   | 최우수 미술상                             | 애덤 스톡하우젠 | 수상 | [ 52 ] [ 53 ] |
| 새틀라이트상(국제비평가협회상)                                  | 최우수 작품상                             | 그랜드 부다페스트 호텔 | 후보 | [ 54 ]        |
| 새틀라이트상(국제비평가협회상)                                  | 최우수 의상상                             | 밀레나 카노네로 | 수상 | [ 54 ]        |
| 새틀라이트상(국제비평가협회상)                                  | 최우수 미술과 디자인상                    | 애덤 스톡하우젠, 애나 피녹, 스티븐 게슬러 | 수상 | [ 54 ]        |
| 새턴상                                                          | 최우수 판타지 영화상                      | 그랜드 부다페스트 호텔 | 후보 | [ 55 ]        |
| 새턴상                                                          | 최우수 각본상                             | 웨스 앤더슨 | 후보 | [ 55 ]        |
| 새턴상                                                          | 최우수 아역 배우상                        | 토니 레볼로리 | 후보 | [ 55 ]        |
| 새턴상                                                          | 최우수 미술상                             | 애덤 스톡하우젠 | 후보 | [ 55 ]        |
| 미국 배우 조합상(스크린 액터 길드 어워드)                       | 영화부문 최우수 앙상블 연기상             | F. 머리 에이브러햄, 마티외 아말리크, 에이드리언 브로디, 윌럼 더포, 레이프 파인스, 제프 골드블룸, 하비 카이텔, 주드 로, 빌 머리, 에드워드 노턴, 토니 레볼로리, 시얼샤 로넌, 제이슨 슈워츠먼, 레아 세두, 틸다 스윈턴, 톰 윌킨슨, 오언 윌슨 | 후보 | [ 10 ]        |
| 세인트루이스 게이트웨이 영화 비평가 협회                        | 최우수 작품상                             | 그랜드 부다페스트 호텔 | 후보 | [ 56 ]        |
| 세인트루이스 게이트웨이 영화 비평가 협회                        | 최우수 감독상                             | 웨스 앤더슨 | 후보 | [ 56 ]        |
| 세인트루이스 게이트웨이 영화 비평가 협회                        | 최우수 남우조연상                         | 토니 레볼로리 | 후보 | [ 56 ]        |
| 세인트루이스 게이트웨이 영화 비평가 협회                        | 최우수 미술상                             | 애덤 스톡하우젠, 애나 피녹 | 수상 | [ 56 ]        |
| 세인트루이스 게이트웨이 영화 비평가 협회                        | 최우수 촬영상                             | 로버트 요먼 | 후보 | [ 56 ]        |
| 세인트루이스 게이트웨이 영화 비평가 협회                        | 최우수 음악상                             | 알렉상드르 데스플라 | 후보 | [ 56 ]        |
| 세인트루이스 게이트웨이 영화 비평가 협회                        | 최우수 시각효과상                         | 그랜드 부다페스트 호텔 | 후보 | [ 56 ]        |
| 세인트루이스 게이트웨이 영화 비평가 협회                        | 최우수 코미상                             | 그랜드 부다페스트 호텔 | 후보 | [ 56 ]        |
| 세인트루이스 게이트웨이 영화 비평가 협회                        | 최우수 아트하우스상                       | 그랜드 부다페스트 호텔 | 후보 | [ 56 ]        |
| 토론토 영화 비평가 협회                                         | 최우수 각본상                             | 웨스 앤더슨 | 수상 | [ 57 ]        |
| 토론토 영화 비평가 협회                                         | 최우수 작품상                             | 그랜드 부다페스트 호텔 | 2위  | [ 57 ]        |
| 토론토 영화 비평가 협회                                         | 최우수 감독상                             | 웨스 앤더슨 | 3위  | [ 57 ]        |
| 토론토 영화 비평가 협회                                         | 최우수 남우주연상                         | 레이프 파인스 | 3위  | [ 57 ]        |
| 밴쿠버 영화 비평가 협회                                         | 최우수 감독상                             | 웨스 앤더슨 | 후보 | [ 58 ] [ 59 ] |
| 밴쿠버 영화 비평가 협회                                         | 최우수 각본상                             | 웨스 앤더슨 | 수상 | [ 58 ] [ 59 ] |
| 시각 효과 협회상                                                | 영화부문 최우수 서포팅 음향 효과상        | 가브리엘 산체즈, 지니 포스터, 사이먼 바이스, 잰 바르다 | 후보 | [ 60 ]        |
| 월드 사운드트랙 어워드                                          | 올해의 영화 음악상                        | 알렉상드르 데스플라 | 수상 | [ 61 ]        |
| 워싱턴 D.C. 아레아 영화 비평가 협회                             | 최우수 연기 앙상블상                      | 그랜드 부다페스트 호텔 | 후보 | [ 62 ]        |
| 워싱턴 D.C. 아레아 영화 비평가 협회                             | 최우수 아역 연기상                        | 토니 레볼로리 | 후보 | [ 62 ]        |
| 워싱턴 D.C. 아레아 영화 비평가 협회                             | 최우수 각본상                             | 웨스 앤더슨 | 후보 | [ 62 ]        |
| 워싱턴 D.C. 아레아 영화 비평가 협회                             | 최우수 미술상                             | 애덤 스톡하우젠 (프로덕션 디자이너), 애나 피녹 (세트 감독) | 수상 | [ 62 ]        |
| 워싱턴 D.C. 아레아 영화 비평가 협회                             | 최우수 촬영상                             | 로버트 요먼 | 후보 | [ 62 ]        |
| 미국 극작가 조합상                                              | 최우수 각본상                             | 웨스 앤더슨 (각본), 휴고 기네스 (원안) | 수상 | [ 63 ]        |